# اورزیگ (داغستان)
اورزیگ (به لاتین: Urzig) یک منطقهٔ مسکونی در روسیه است که در داغستان واقع شده‌است.